# قرار مجلس الأمن التابع للأمم المتحدة رقم 1835
قرار مجلس الأمن التابع للأمم المتحدة رقم 1835 المتخذ بالإجماع من قبل مجلس الأمن التابع للأمم المتحدة في 27 سبتمبر 2008. جاء القرار ردا على تقرير 15 سبتمبر للوكالة الدولية للطاقة الذرية الذي ذكر أن إيران لم تعلق الأنشطة المتعلقة بتخصيب اليورانيوم.  وأكد القرار من جديد القرارات السابقة لمجلس الأمن: 1696 (2006) و1737 (2006) و1747 (2007) و1803 (2008).

## خلفية
في 15 سبتمبر 2008، أصدرت الوكالة الدولية للطاقة الذرية (IAEA) تقريرًا عن تنفيذ لوائح معاهدة عدم انتشار الأسلحة النووية (NPT) في إيران. كما حقق التقرير في قبول إيران لقرارات مجلس الأمن 1737 و1747 و1803. وخلص التقرير بشكل قاطع إلى أن إيران كانت تواصل السير على طريق عدم الامتثال. بالإضافة إلى ذلك، تضمن التقرير نتيجتين مهمتين حول عدم امتثال إيران. ووجد التقرير أن إيران تحرز تقدمًا كبيرًا في تطوير وتشغيل أجهزة الطرد المركزي الخاصة بها وأنها مستمرة في مقاومة الجهود المبذولة للتصدي لعملها المشتبه به في مجال الأسلحة النووية.

## اجتماع المجلس رقم 5984
انعقد الاجتماع 5984 لمجلس الأمن التابع للأمم المتحدة في 27 سبتمبر 2008. اقترحت مجموعة 5+1 القرار وتم تمريره بالإجماع. استمر الاجتماع من الساعة 4:05 حتى 4:10 مساءً مساء. وصوت ممثل إندونيسيا لصالح القرار على الرغم من الإدلاء ببيان قبل إجراء التصويت. وأعلن الممثل، الذي امتنع عن التصويت لصالح القرار 1803 في عام 2008، دعم إندونيسيا للقرار لأنه لا ينص على عقوبات إضافية ضد إيران. وشدد على رغبة إندونيسيا في حل تفاوضي يوفر حوافز وليس «مثبطات» لإيران.

## ردود الفعل

### إيران
ورفضت إيران القرار قائلة إن تطويرها لليورانيوم لأغراض سلمية وإنها لن توقف برامجها لتخصيب اليورانيوم. أعلن الرئيس الإيراني محمود أحمدي نجاد أن بلاده ستقاوم «القوى المتسلطة» التي تحاول منع التطوير النووي في إيران. وقال كبير المفاوضين النوويين، سعيد جليلي، للتلفزيون الإيراني إن القرار لن يؤدي إلا إلى تعزيز «عدم الثقة» قائلاً إن «هذه [القرارات] ليست بناءة. ما يتعين عليهم فعله هو جذب ثقة الأمة الإيرانية من خلال التعاون البناء والالتزام الجماعي».

### الولايات المتحدة الأمريكية
أعلنت كوندوليزا رايس، وزيرة الخارجية الأمريكية، دعم الولايات المتحدة للقرار قائلة إنه خطوة إيجابية تؤكد عزم المجتمع الدولي ومجموعة 5 + 1. كما ذكرت رايس أن القرار يتيح «للإيرانيين معرفة أن الوحدة قوية للغاية».

### روسيا
ادعى فيتالي تشوركين، ممثل روسيا في الأمم المتحدة، أن فكرة القرار كانت بلاده. وقبل أسبوع من تمرير القرار، انسحب وزير الخارجية الروسي سيرجي لافروف من المحادثات بشأن البرنامج النووي الإيراني. علاوة على ذلك، صرح لافروف بأن اعتقاد روسيا أن القرار يساعد في تعزيز «الهدف الأساسي» لمجموعة 5 + 1، وهو «مساعدة الوكالة الدولية للطاقة الذرية على التأكد من عدم وجود بعد عسكري للبرنامج النووي في إيران».

## نهاية
تم إنهاء أحكام القرار 1835 بموجب قرار مجلس الأمن التابع للأمم المتحدة رقم 2231 الذي يسري اعتبارًا من يوم تنفيذ خطة العمل الشاملة المشتركة، 16 يناير 2016.

## روابط خارجية
- نص القرار في undocs.org